# Schlacht von Ohaeawai
Koordinaten: 35° 22′ 39,4″ S, 173° 51′ 16,3″ O
Die Schlacht von Ohaeawai vom 1. Juli 1845 war eine militärische Auseinandersetzung zwischen ortsansässigen Māori einerseits und einer Allianz aus britischen Truppen und Māori andererseits. Sie ist ein Beispiel für die Tatsache, dass in den Neuseelandkriegen nicht ausschließlich Europäer gegen Māori kämpften.

## Geschichte
Die Schlacht fand bei Ohaeawai im Far North District auf der Nordinsel Neuseelands statt. Sie ist deshalb bemerkenswert, weil eine überlegene britische Streitmacht von den Māori geschlagen wurde.
Die Schlacht fand während des Fahnenmastkriegs statt. Nachdem die Briten seit März 1845 bereits einige Erfolge bei der Wiederherstellung ihrer Macht im Gebiet der Bay of Islands erzielen konnten, drängte der neue britische Befehlshaber Oberst Despard auf eine Fortsetzung des Feldzuges, obwohl man sich mitten im Südwinter befand.
Mit Truppen und Artillerie segelte man über die Bucht zur Mündung des Kerikeri River und begann ins Landesinnere Richtung Ohaeawai zu marschieren, wo Hone Heke ausgedehnte Befestigungen um den bestehenden Pā von Pene Taui herum errichtet hatte. Die Wetterbedingungen waren sehr schlecht: ständiger Regen und Wind und ein nasser, klebriger Schlammboden. Erst nach mehreren Tagen war die ganze Streitmacht bei der Mission Te Waimate versammelt. Zu dieser Zeit war Despard rasend vor Wut, so sehr, dass er, als Tāmati Wāka Nene als Alliierter mit 250 Māori eintraf, diesem sagte: „Wenn er die Hilfe von Wilden gewünscht hätte, hätte er darum gebeten.“ Der Übersetzer übermittelte jedoch eine völlig andere Botschaft.
Die Briten trafen am 23. Juni vor dem Pā von Ohaeawai ein und bauten etwa 500 m entfernt ein Lager auf. Auf dem Gipfel eines nahegelegenen Hügels wurde eine Batterie aus vier Kanonen errichtet. Am nächsten Tag eröffnete man das Feuer und setzte dieses bis zur Dämmerung fort, konnte aber nur wenig Schaden an den Palisaden anrichten. Am nächsten Tag brachte man die Kanonen bis auf 200 m an die Befestigung heran. Man setzte den Beschuss zwei weitere Tage fort, ohne viel Schaden anzurichten. Dazu trug eine Polsterung aus Flachs auf der Palisade bei, hauptsächlich aber die Tatsache, dass man das Feuer nicht auf eine Stelle der Befestigungsanlagen konzentrierte.
Nachdem man noch immer keine Bresche schlagen konnte, befahl Despard einen Frontalangriff. Mit vielen Schwierigkeiten konnte er überzeugt werden, bis zur Ankunft einer Schiffskanone mit 32 Pfund zu warten, die am 1. Juli eintraf. Ein unerwarteter Ausfall der Māori verursachte großen Aufruhr und machte Despard noch wütender. Er befahl einen Angriff noch für den gleichen Tag. Das verursachte unter den Māori-Alliierten einige Konsternation, sogar unter den Verteidigern des Pā, die die Briten zum Rückzug zu bewegen suchten, anstatt einen selbstmörderischen Angriff zu starten.
Die Briten versuchten die Palisaden zu stürmen und wenige Minuten später hatten sie 33 Tote und 66 Verletzte, mehr als ein Drittel ihrer Truppen. Von diesen Verlusten erschüttert, wollte Despard die Belagerung abbrechen. Seine Māori-Alliierten waren jedoch dagegen. Waka überzeugte Despard, noch einige Tage zu warten, während mehr Munition und Ausrüstung antransportiert wurden und der Beschuss fortgesetzt wurde. Am Morgen des 8. Juli fand man den Pā verlassen vor, die Verteidiger hatten sich in der Nacht abgesetzt. Die Briten begutachteten die verlassene Befestigung und fanden sie noch stärker als befürchtet. Sie wurde zerstört und die Briten zogen sich an die Bay of Islands zurück. Kawiti und seine Krieger entkamen, Heke erholte sich von zuvor erlittenen Wunden und ein neuer, noch stärkerer Pā wurde gebaut.
Nach der Schlacht wurden zwei Modelle von dem ausgeklügelten Aufbau des Pā angefertigt. Eines verstaubte in einem britischen Museum. Das andere reiste unter den Māoristämmen herum und wurde mit Interesse studiert. Es wurde zum Vorbild für den sogenannten „Modern Pā“, der eine Offensivverteidigung ermöglichte, gegen die die britische Armee nie ein wirksames Gegenmittel fand.
Die Ngāpuhi bauten später am Ort des Pā eine Kirche als Friedenssymbol, die 1871 geweiht wurde.

## Fotogalerie

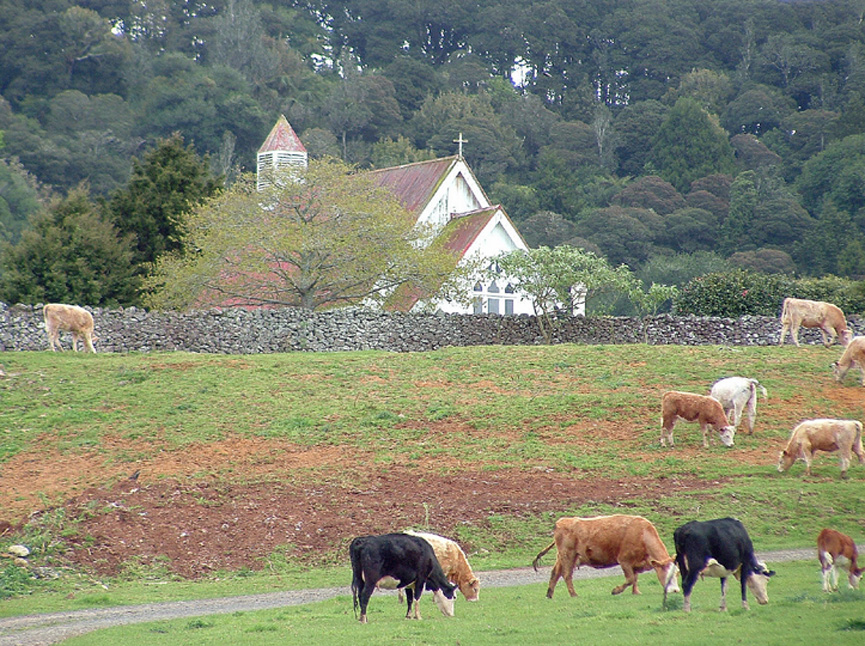
Die Kirche „Saint Michael's“ wurde auf dem Standort des Pā errichtet
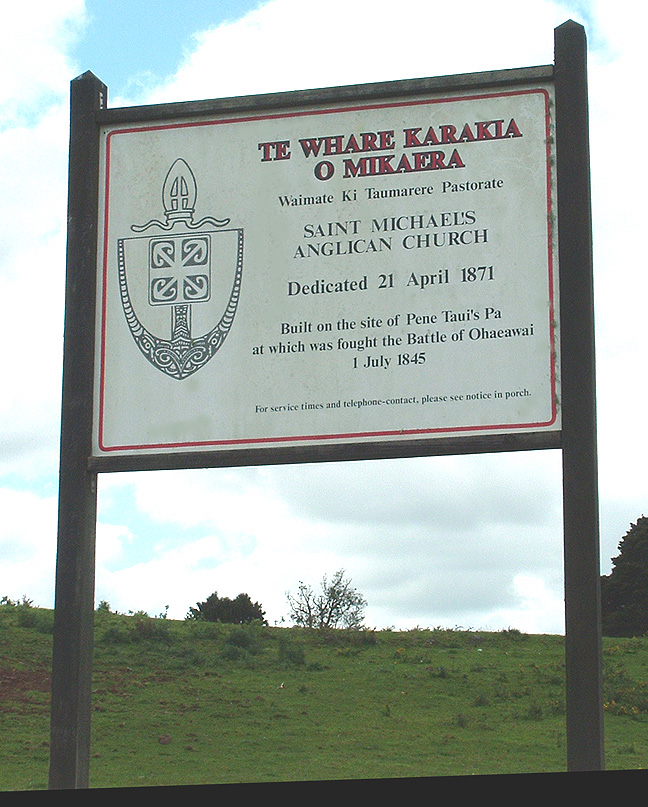
Schild der Kirche mit Hinweis auf die Schlacht
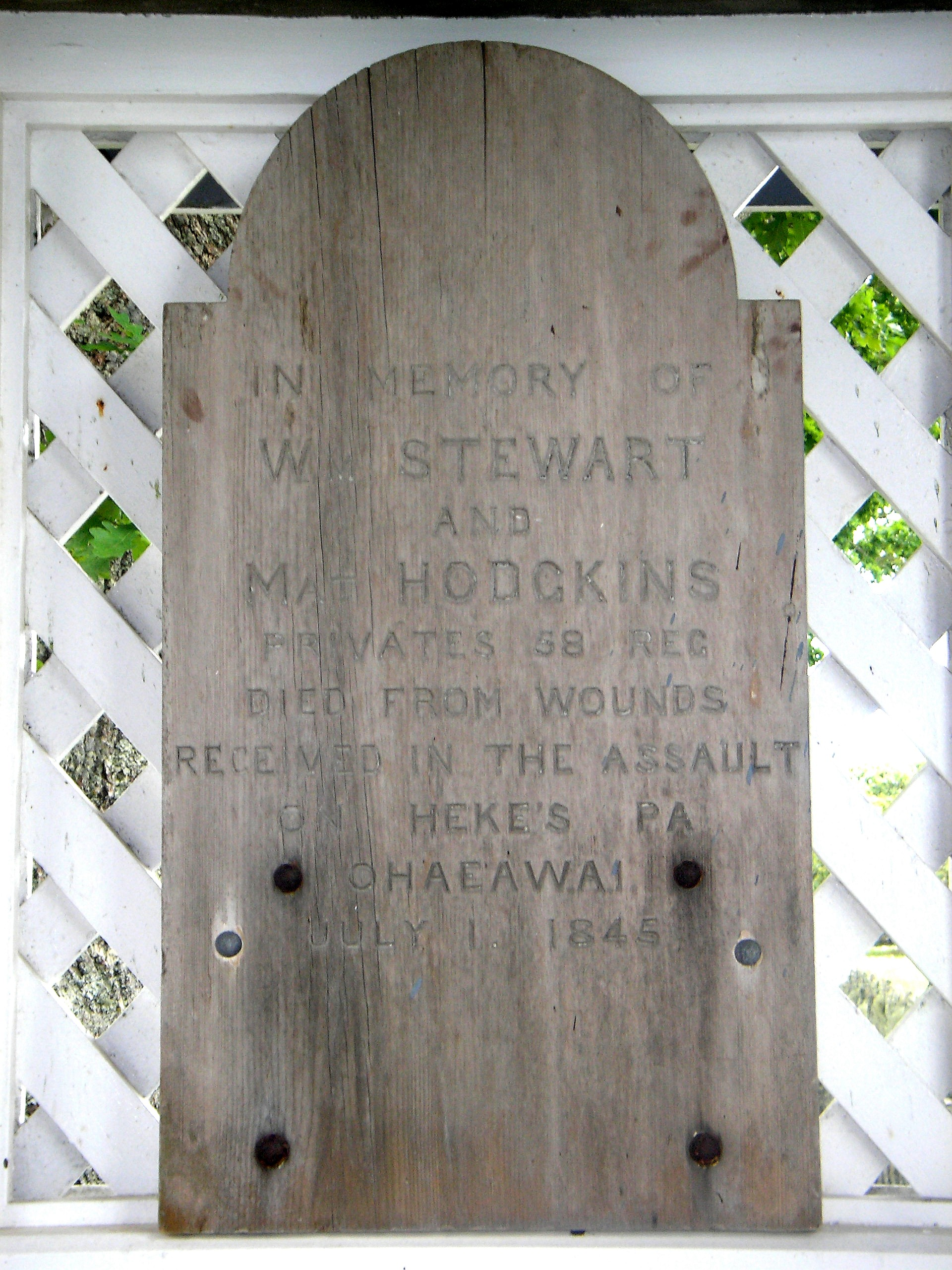
Grabstein für zwei Soldaten der Schlacht in der Mission Te Waimate